# 阜溪街道
阜溪街道是中华人民共和国浙江省湖州市德清县下辖的一个街道办事处。
2016年1月8日，浙江省人民政府批复撤销武康镇、三合乡建制，其行政区域改由德清县政府直辖。
2016年1月13日，湖州市人民政府批复同意增设阜溪街道，区域面积91平方公里，四至范围：东接乾元镇、洛舍镇，南邻武康街道，西连莫干山镇，北靠吴兴区埭溪镇。管辖三桥1个社区，五四、三桥、民进、龙山、龙胜、王母山、狮山、秋北、秋山、兴山、郭肇11个行政村，户籍人口2.6万人，常住人口6.3万人。街道办事处驻长虹街198号。
2020年1月4日，将阜溪街道五四村划归德清县政府直辖。2020年5月25日,将德清县直辖的五四村划归莫干山镇管辖。
2020年1月7日，将阜溪街道秋北村、秋山村及下渚湖街道新琪村划出，设立康乾街道。

## 行政区划
阜溪街道下辖以下村级行政区划单位：
三桥社区、狮山社区、兴山社区、郭肇村、龙山村、王母山村、龙胜村、民进村和三桥村。